# دانشنامه اتیوپیکا

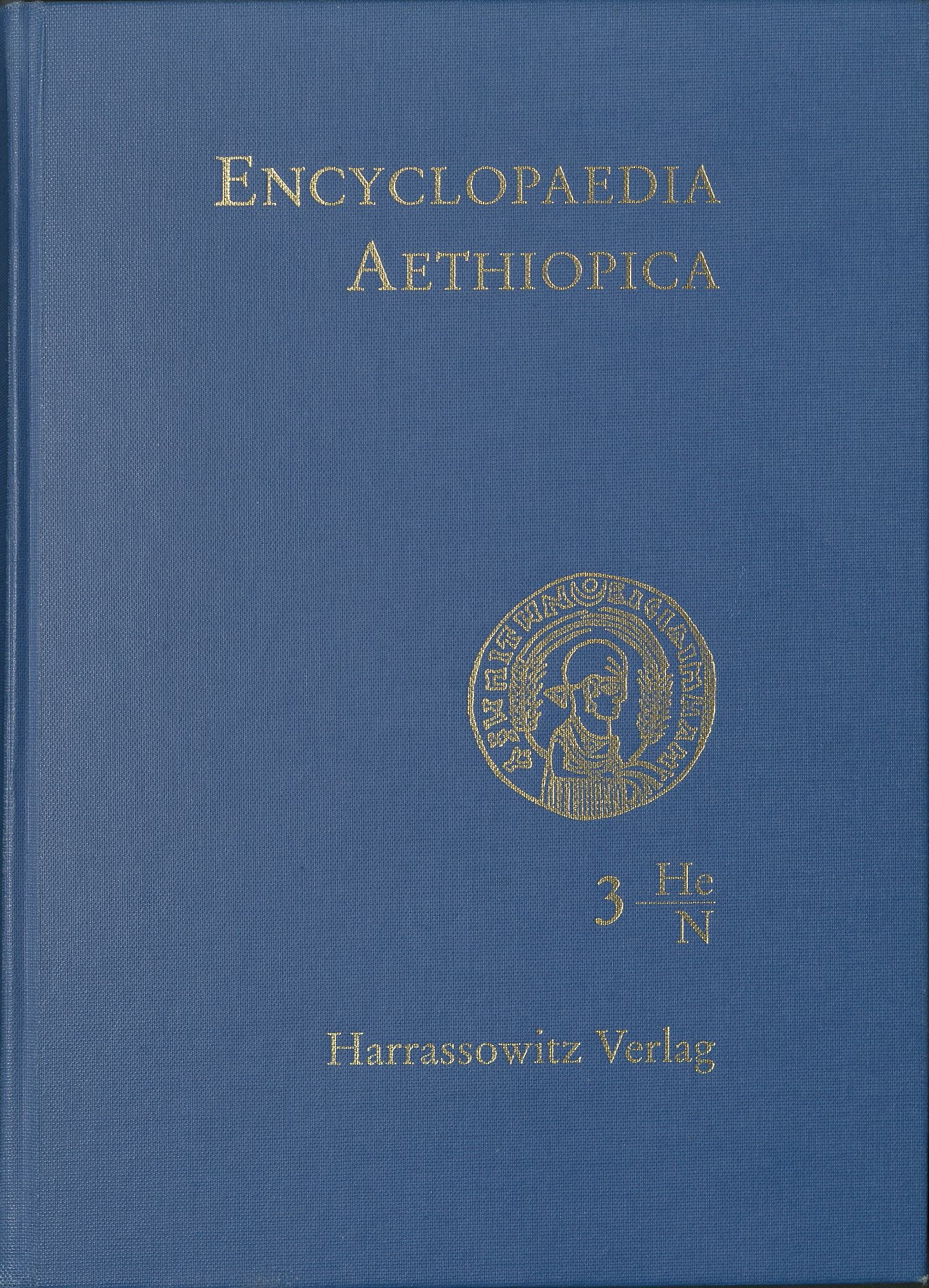
دایره‌المعارف اتیوپیکا، ۲۰۰۷، جلد سوم، روی جلد.

دانشنامه اتیوپیکا دانشنامه‌ای است که از سوی بنیاد پژوهش آلمان، دانشگاه هامبورگ و چند مؤسسه تحقیقاتی دیگر در پژوهش برای اتیوپی و اریتره تألیف شده‌است. محققانی از ۳۰ کشور در تألیف این دانشنامه حضور داشته‌اند. این داننشامه توسط Otto Harrassowitz منتشر شده‌است.